# Białe Skały (Gorce)
Białe Skały – kilka wychodni skalnych na północno-wschodnich stokach Gorca Troszackiego w Gorcach. Znajdują się w Gorczańskim Parku Narodowym, w obrębie wsi Lubomierz w województwie małopolskim, w powiecie limanowskim, w gminie Mszana Dolna.
Białe Skały znajdują się w lesie pomiędzy polanami Adamówka i Gorc Troszacki, po wschodniej stronie szlaku turystycznego prowadzącego polanę Adamówka i Gorc Troszacki. Znajdują się na obszarze Gorczańskiego Parku Narodowego, w lesie, poza szlakiem turystycznym i są z niego niewidoczne. Zbudowane są z odpornych na wietrzenie piaskowców i zlepieńców.
Niegdyś, w okresie najintensywniejszego pasterstwa teren wokół Białych Skał i powyżej Adamówki był wypasany, należał do tzw. Hali Gorc – oprócz trawy rosły tutaj tylko pojedyncze kępy drzew i kępy borówek. Od skał tych wzięła nazwę położona dużo niżej polana Podskały.

## Przypisy

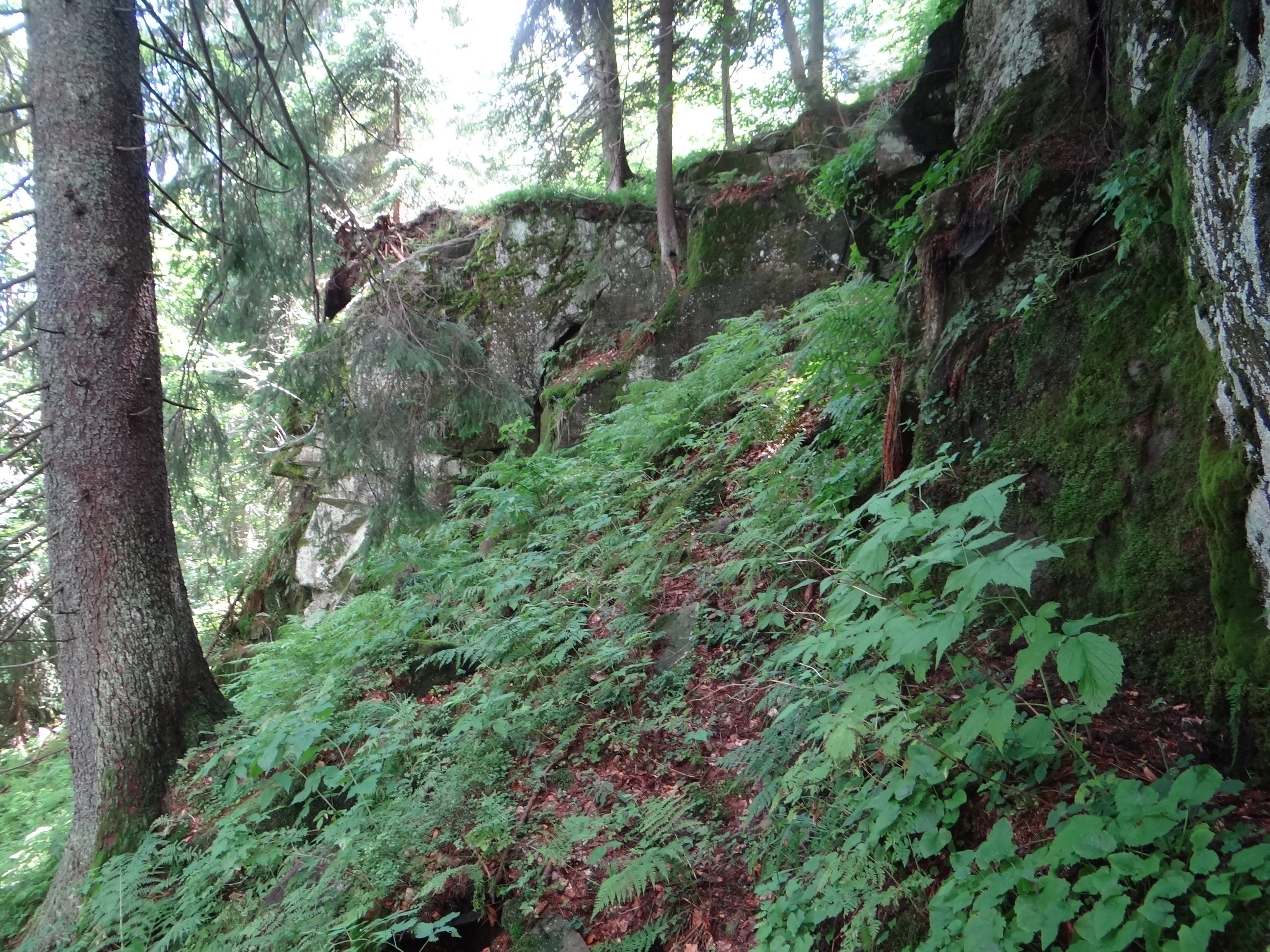
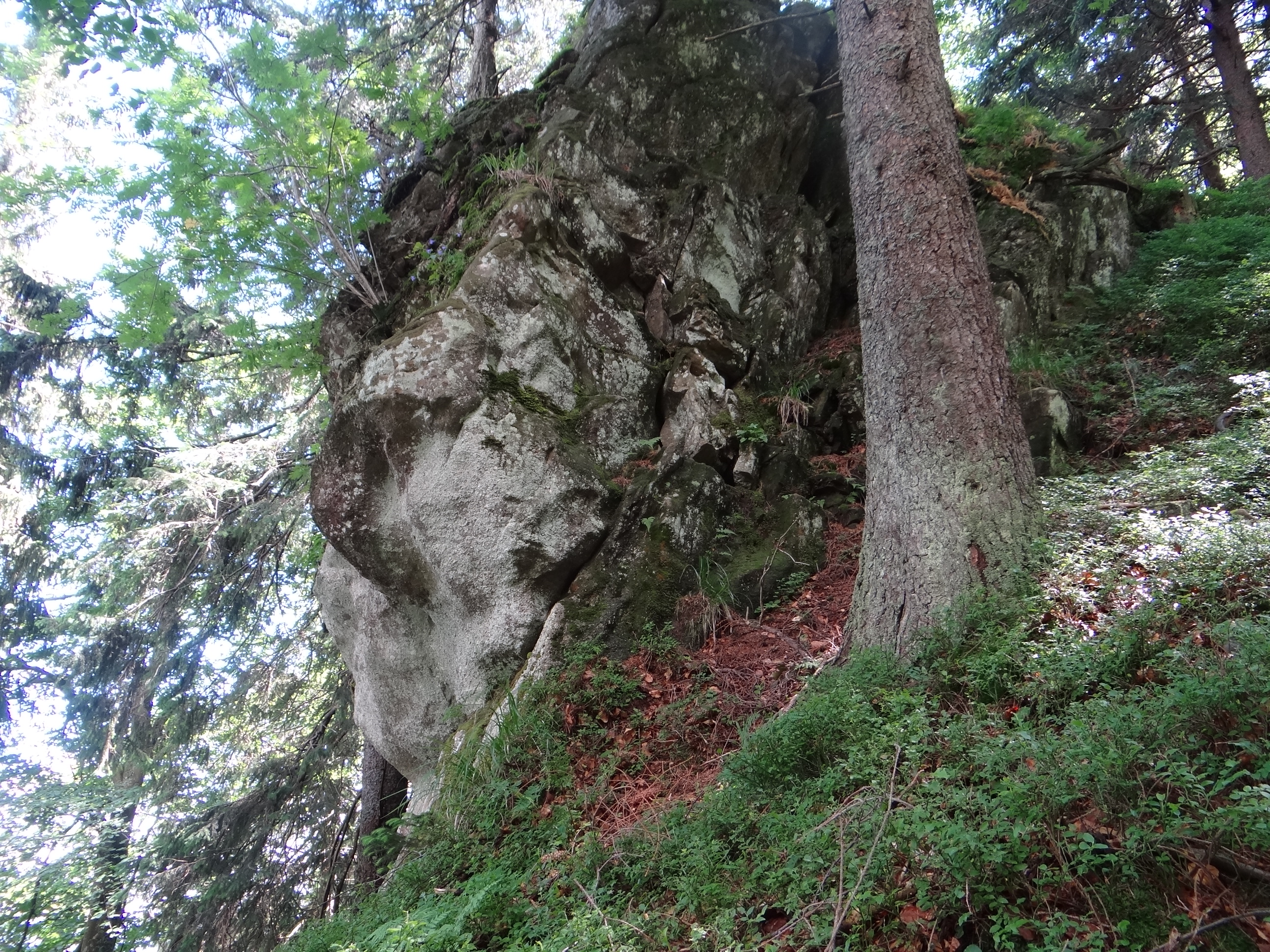
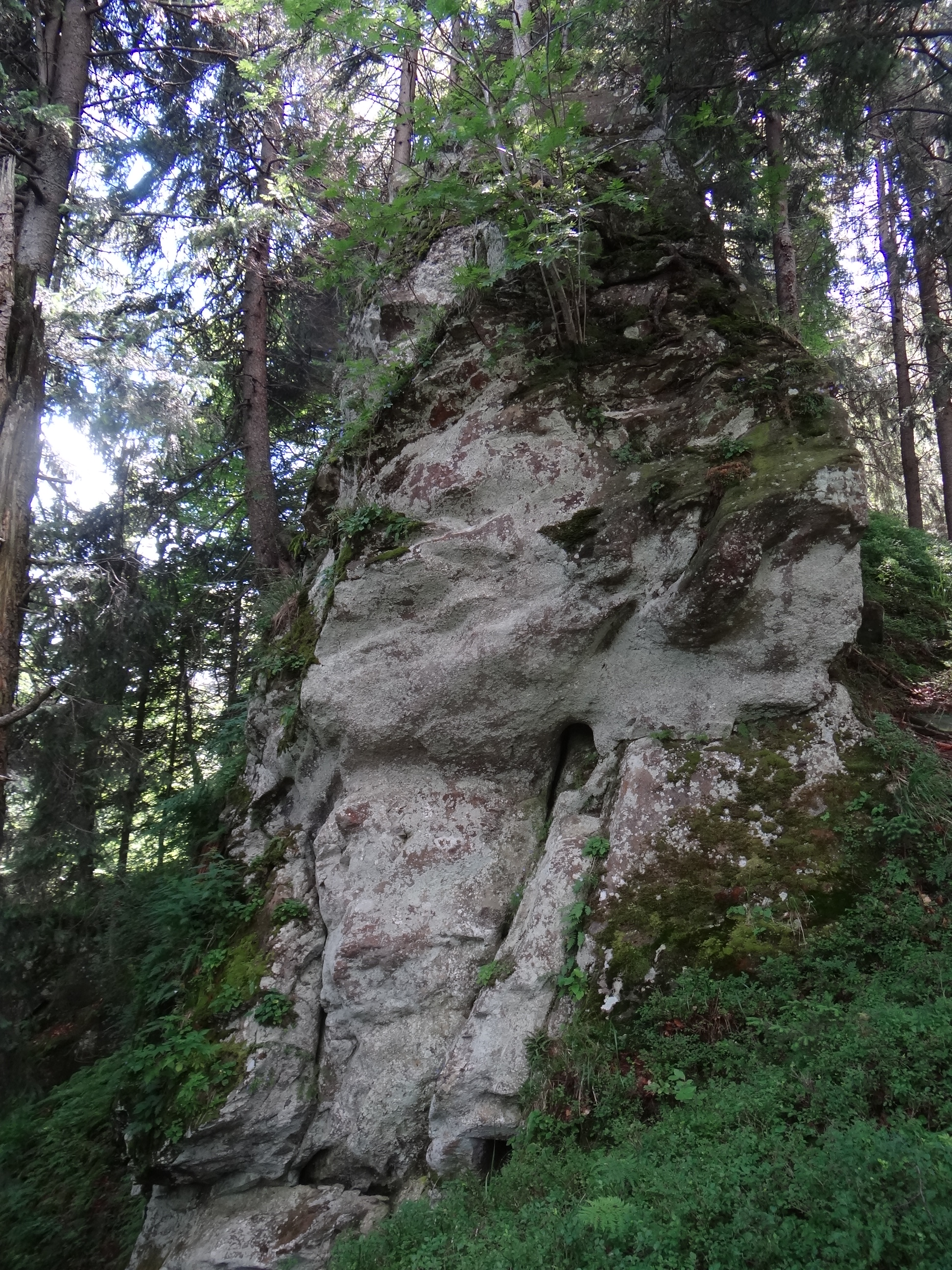
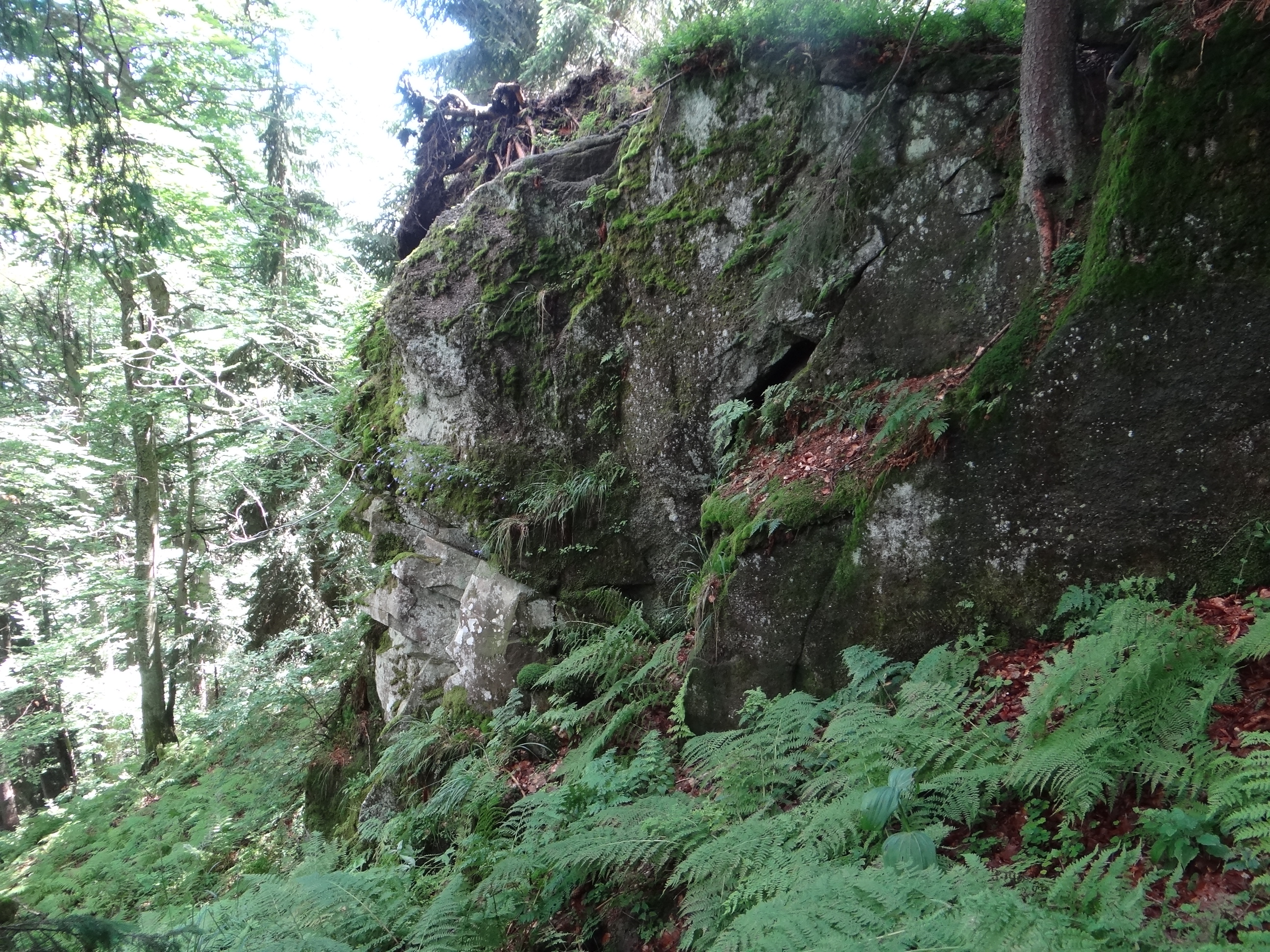